# Lithacodia fentoni
Lithacodia fentoni är en fjärilsart som beskrevs av Butler 1881. Lithacodia fentoni ingår i släktet Lithacodia och familjen nattflyn. Inga underarter finns listade i Catalogue of Life.